# Ministerio de Agricultura (España)
El Ministerio de Agricultura, Pesca y Alimentación (MAPA) de España es el departamento de la Administración General del Estado competente para la propuesta y ejecución de la política del Gobierno de España en materia de recursos agrícolas, ganaderos y pesqueros, de alimentación, de industria y seguridad agroalimentarias, y de desarrollo del medio rural.
Corresponde al MAPa, en el ámbito de las competencias del Estado, la elaboración de la legislación estatal en las materias agrícolas, pesqueras, alimentarias y de desarrollo rural; la propuesta y ejecución de las directrices generales del Gobierno sobre la política agraria, pesquera, alimentaria y de desarrollo rural; la representación del Estado en los organismos internacionales correspondientes a estas materias, sin perjuicio de las competencias del Ministerio de Asuntos Exteriores; así como la coordinación de actuaciones, la cooperación y la concertación en el diseño y aplicación de todas las políticas que afecten al ámbito de competencias de las comunidades autónomas y de las restantes Administraciones Públicas, propiciando su participación a través de los órganos e instrumentos de cooperación adecuados.
El Departamento de Agricultura se creó por primera vez en junio de 1933, siendo heredero directo del Ministerio de Agricultura, Industria y Comercio (originalmente llamado Ministerio de Economía Nacional y hoy conocido como Ministerio de Industria) e indirectamente del Ministerio de Fomento.
La sede central se encuentra en la ciudad de Madrid. En concreto, es el Palacio de Fomento —por el primer ministerio que albergó el edificio— quien acoge los servicios centrales del Ministerio de Agricultura desde su creación en 1933.

## Historia

### Antecedentes
Históricamente, las competencias sobre todo lo relativo al mundo rural estaban incardinadas en el Ministerio de la Gobernación —aunque se solapaban con algunas que también tenía el Ministerio de Hacienda u órganos fuera de los ministerios como el Consejo de la Mesta, con lo relativo a ganadería—. Este departamento actuaba como un cajón de sastre donde se gestionaban multitud de ámbitos de gobierno —entre los que estaban el fomento de la agricultura, los viveros y crías de ganados, el plantío y conservación de los montes y arbolados o la caza y la pesca—, pero con el tiempo fue perdiendo competencias a medida que se iba especializando la acción de gobierno.
Así, a mediados del siglo xix se creó el Ministerio de Fomento —por aquel entonces «de Comercio, Instrucción y Obras Públicas»—, que agrupaba tanto las funciones sobre la educación pública como las relativas a beneficencia, las obras públicas y el fomento del comercio. Si bien inicialmente no estaba previsto que asumiese lo concerniente a agricultura, unas semanas después así se decidió, retirándole las competencias de beneficencia, que se mantenían en Gobernación.
El área de agricultura se mantuvo en Fomento durante cerca de cien años, siempre con nivel orgánico de Dirección General. Al igual que le pasó a Gobernación, Fomento fue dando lugar a nuevos departamentos, tales como Instrucción Pública y Bellas Artes (1900), Trabajo (1920) o Economía Nacional (1928).
Precisamente, en esta última escisión, el Ministerio de Economía Nacional —hoy Ministerio de Industria y Turismo— asumió la Dirección General de Agricultura, con las cámaras agrícolas, Consejo Agronómico y asociación de ganaderos y los servicios de Higiene y Sanidad pecuaria. Este nuevo departamento tuvo una rápida evolución pues, al poco tiempo, mediante decreto del presidente de la República, Niceto Alcalá Zamora, el 16 de diciembre de 1931 se renombró como Ministerio de Agricultura, Industria y Comercio y agrupó tanto las direcciones generales de Agricultura, Industria y Comercio que ya poseía como lo relativo a minas, montes y ganadería del Ministerio de Fomento.

### La importancia de la agricultura: ministerio propio

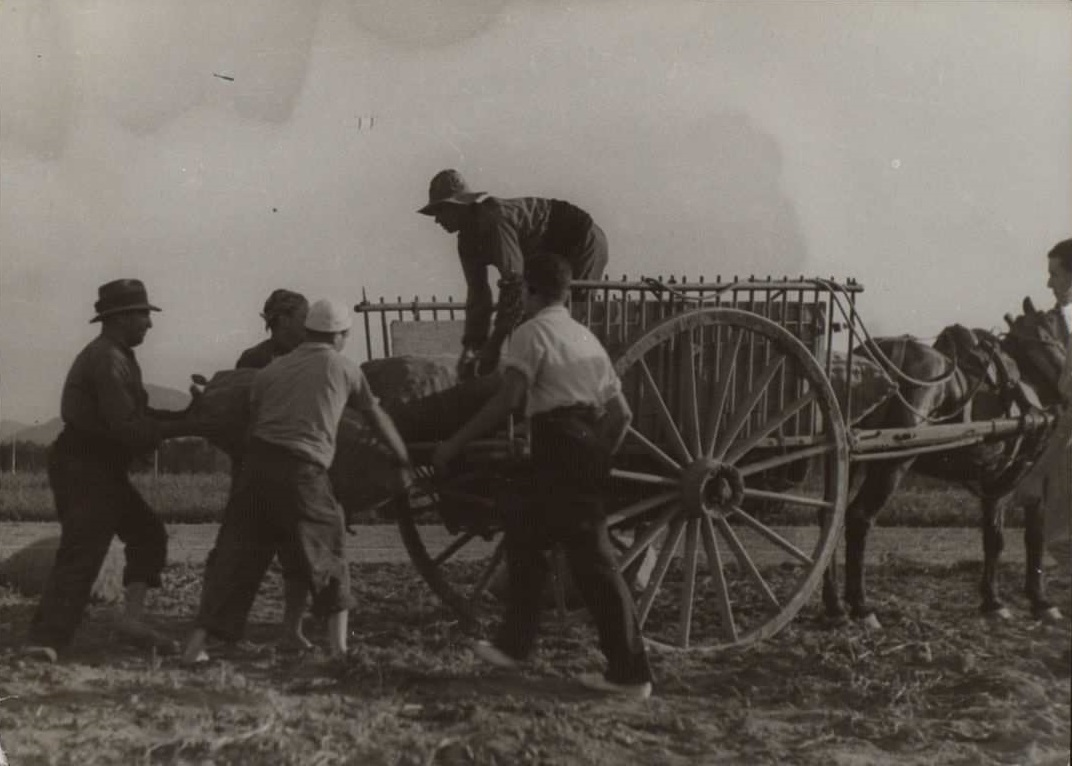
Campesinos recogiendo una cosecha de patatas. Finales de la década de 1930.

La importancia del aspecto económico y el importante papel que jugaba el sector primario en la economía española de principios del siglo xx —la población dedicada al mundo de la agricultura suponía cerca del 50 % del total de la población activa— fue patente desde los inicios, pues ya desde 1900 empezó a aparecer el término «Agricultura» en las denominaciones de algunos departamentos como Fomento o Industria.
El punto álgido fue el año 1933. En junio de este año, bajo la presidencia de Manuel Azaña, el Ministerio de Agricultura, Industria y Comercio se dividió en dos; por una parte, se mantuvieron juntas las competencias sobre la industria y el comercio, por otra, por primera vez se creó un departamento exclusivamente dedicado a la cuestión agrícola. Esta separación se hizo definitiva, excepto en el período comprendido entre el 25 de septiembre de 1935 y el 19 de febrero de 1936, cuando volvieron a fusionarse.

#### Reformas agrarias de 1932 y 1935
En concreto, durante este periodo republicano el nuevo departamento tuvo que seguir los trabajos de su predecesor y encontrar solución al que se consideraba el principal problema del mundo rural, el latifundismo. Este problema estaba principalmente en el sur de España, donde había grandes terratenientes que acaparaban la propiedad de la tierra, como el presidente de la República, Niceto Alcalá-Zamora, que se opuso a algunas propuestas.

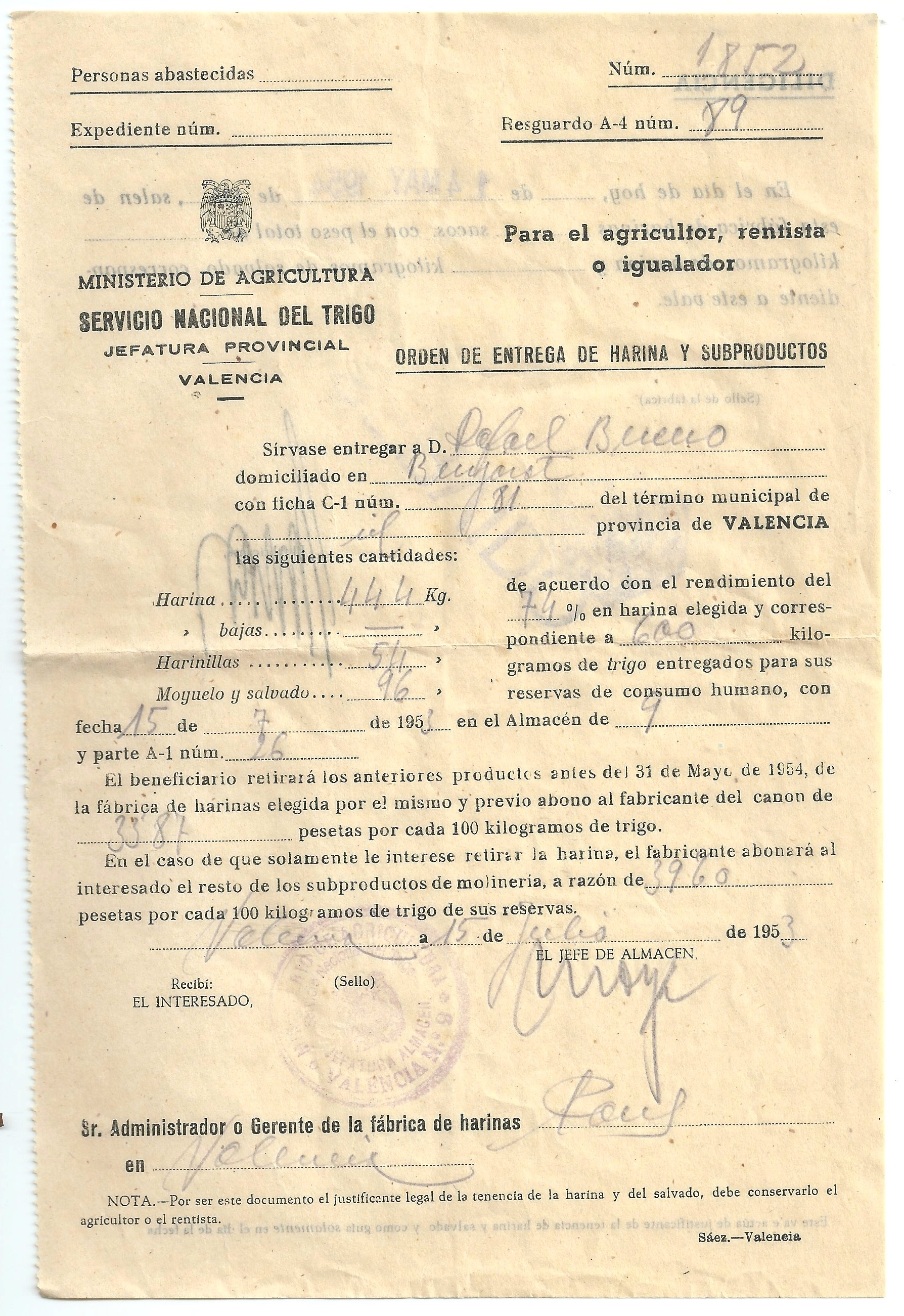
Orden de entrega de harina y subproductos. 1953.

Un año antes de la fundación del Ministerio, las Cortes habían aprobado la Ley de Reforma Agraria de 1932, impulsada por el ministro Marcelino Domingo. Esta ley establecía una política de expropiaciones con indemnización a los propietarios de grandes latifundios —salvo a los grandes de España, que se les castigó por la La Sanjurjada con expropiaciones sin contrapartida— con el objetivo de convertir la tierra en minifundios que pudieran ser distribuidos entre los jornaleros y así mejorar tanto las condiciones de lo obreros como la productividad de la tierra. Se hizo mediante dos mecanismos: campesinos asentados por decretos de intensificación de cultivos (ocupación temporal) y campesinos asentados por ley de reforma agraria (expropiación de tierras de la Grandeza). A partir de las elecciones generales de 1933, solo se utilizó el primero de ellos.
Amismo, como el principal instrumento a través del cual se ejecutaría la nueva política agraria republicana se creó el Instituto de Reforma Agraria (IRA). El Consejo Ejecutivo de este nuevo organismo estaba formado por representantes tanto del sector progresista como del sector conservador y, en la práctica, actuó como un elemento de moderación frente a aquellos que buscaban una aplicación más radical de la política agraria. Esto, si bien podría achacarse a los conservadores que, en muchas ocasiones, intentaban —sin éxito por la relación de fuerzas— tumbar las propuestas que buscaban intensificar cultivos o expropiar las tierras, la realidad es que el principal problema era la complejidad de la norma y el respeto al procedimiento, que exigía que cada caso se tratara de forma individual. Sabiendo esto, el IRA fue inundado con recursos por parte de los propietarios de la tierra, que acabaron retrasando enormemente su trabajo. El descontento del campesinado con esta ley fue patente, principalmente debido a las falsas expectativas que la clase política les había dado. Estas expectativas acabaron de morir con la nueva ley de reforma agraria de 1935 que, entre otros asuntos, eliminaba la expropiación sin indemnización, permitía a los dueños participar en la tasación de sus tierras y reducía el presupuesto del IRA.

#### Reversión de la política republicana y colonización
Si ya la política agraria estaba tocada, la guerra civil y la victoria del bando sublevado supuso su total fracaso. El gobierno sublevado creó de inmediato el Servicio de Recuperación Agrícola que, junto con el Servicio Nacional de Reforma Económica y Social de la Tierra, tuvieron como objetivos principales revertir las medidas de la anterior política republicana, empezando por la supresión del Instituto de Reforma Agraria (IRA) y la devolución de tierras expropiadas.

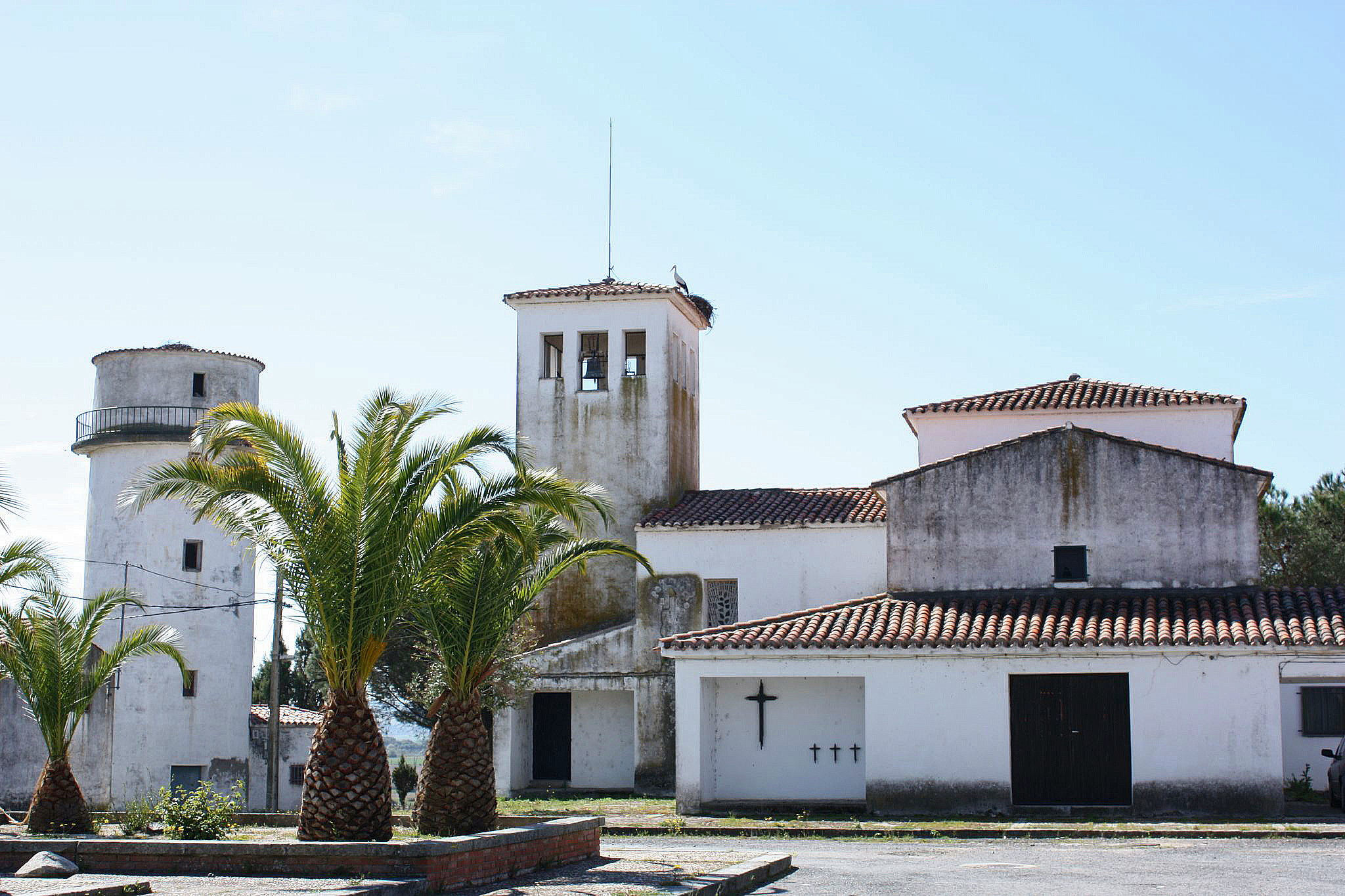
Iglesia de Valderrosas, pueblo de colonización fundado entre los años 50 y 60 por el Instituto Nacional de Colonización.

En el ámbito orgánico, la dictadura no hizo cambios relevantes en el ámbito del Ministerio e inicialmente se estructuró mediante la Subsecretaría y los servicios nacionales (o direcciones generales) de Agricultura, de Ganadería, de Montes, Caza y Pesca Fluvial y de Reforma Económica y Social de la Tierra. Precisamente, de este último servicio nacería en octubre de 1939 el Instituto Nacional de Colonización (INC).
El INC fue el encargado de ejecutar, de forma similar al IRA y con el mismo poco éxito, las medidas establecidas en la Ley de Bases para la Colonización de Grandes Zonas de 1939. Esta ley establecía una nueva política agraria basada en el incremento de la producción agraria gracias a la expansión de los regadíos, la puesta en cultivo de zonas no explotadas agrícolamente y, gracias a las medidas anteriores, el asentamiento de nuevos «colonos». Desde entonces, este organismo se dedicó a comprar grandes extensiones de terreno para crear nuevas poblaciones donde estos colonos pudieran asentarse y prosperar. A partir de 1945 se hicieron ajustes legales para evitar la paralización del Instituto como consecuencia de la falta de tierra productiva disponible y el elevado coste que para el organismo tendría realizar sus proyectos en las tierras que los propietarios le cedían, que en su mayoría eran improductivas.
A esto hay que añadir que la ley de 1939 preveía la posibilidad de crear «Sociedades de Colonización» como instrumento privado que, junto al Estado, llevara a cabo estos proyectos. Sin embargo, estas sociedades privadas no se crearon al no estar el sector privado interesado en tan costosa empresa, por lo que el Estado tuvo que asumir la totalidad del coste de la reforma.
Mejor éxito hubo en la década de 1950. Gracias al apoyo de Estados Unidos se inició una etapa aperturista del régimen que favoreció el clima económico y se introdujeron nuevas medidas de la mano del ministro Rafael Cavestany de Anduaga, orientadas al estímulo económico, la modernización del mundo rural y la reducción del control e intervencionismo estatal establecidos al inicio de la dictadura.
Durante el resto de este periodo autoritario, el Ministerio alcanza una notable estabilidad, con pequeñas reformas en 1962, 1968 y 1971 que distribuyen competencias y crean algunas direcciones generales. Lo más notable de este periodo es la creación de varios organismos relevantes. En primer lugar, en 1968 se fundan el Fondo de Ordenación y Regulación de Producciones y Precios Agrarios (FORPPA) y el Servicio Nacional de Cereales (SNC), que reemplazó al Servicio Nacional del Trigo (1937), y que posteriormente se transformaría en el Servicio Nacional de Productos Agrarios (1971). En segundo lugar, en 1971, además de la transformación del SNC, se crean el Instituto para la Conservación de la Naturaleza (ICONA), el Instituto Nacional de Reforma y Desarrollo Agrario (IRYDA) y el Instituto Nacional de Investigaciones Agrarias (INIA).

### Democracia: alimentación y medio ambiente

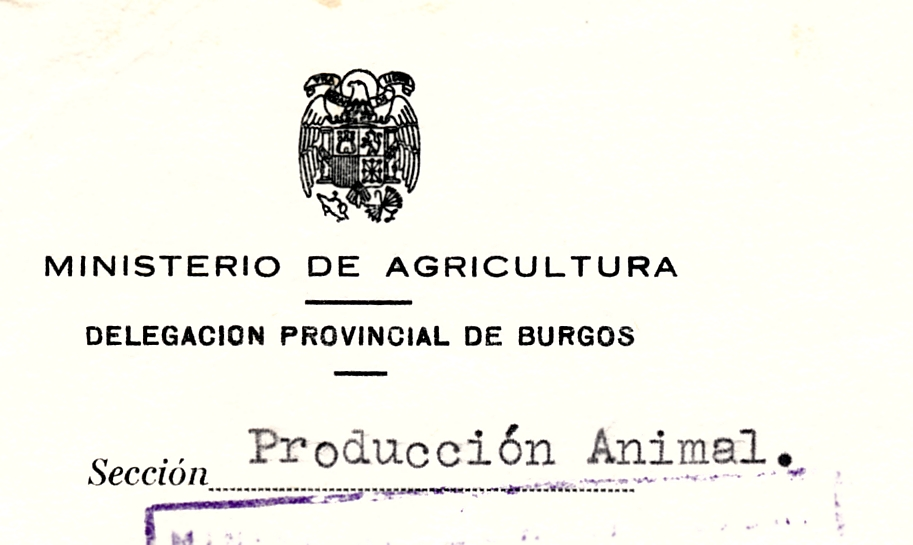
Detalle del membrete del Ministerio de Agricultura en 1978.

Aprobada la Constitución de 1978, vuelven los cambios al Departamento de Agricultura. A raíz de la transferencia competencial realizada en 1980, el Ministerio de Agricultura asumió las competencias sobre pesca marítima que hasta entonces poseía el Ministerio de Transportes y Comunicaciones, asumiendo asimismo, entre otros órganos, la Subsecretaría de Pesca (que un año después sería renombrada como Secretaría General de Pesca) y el Instituto Español de Oceanografía (ICO). Por este motivo, a mediados de 1981 el departamento se renombró como «Ministerio de Agricultura y Pesca».
Los cambios no se quedaron ahí; ese mismo año, el Congreso de los Diputados instó al Gobierno a crear, antes de que acabara el año, un Ministerio de Agricultura, Pesca y Alimentación para «facilitar un tratamiento administrativo unitario de la producción, transformación y distribución de los productos alimenticios». Cumpliendo con este mandato, en diciembre de 1981 se llevó a cabo otra redistribución competencial que transfirió al ministerio las competencias que en materia alimentaria ejercían los ministerios de Industria y Energía y de Economía y Comercio. 

Entre 1971 y 1981, la acción territorial del Departamento de Agricultura se llevaba a cabo mediante Divisiones Regionales Agrarias.

En los años posteriores, debido a la creación de las comunidades autónomas y a la descentralización de las competencias sobre los ámbitos de actuación del ministerio y las nuevas políticas europeas, sus organismos autónomos sufrirán importantes cambios, siendo suprimidos la mayoría y otros transformados.
De este modo, en 1985 se suprimen seis organismos, a saber: el Instituto Nacional de Denominaciones de Origen, el Instituto de Estudios Agrarios, Pesqueros y Alimentarios, el Servicio de Defensa contra Plagas e Inspección Fitopatológica, la Agencia de Desarrollo Ganadero, el Patronato de Promoción de la Formación Profesional Marítimo-Pesquera, y el Servicio de Pósitos.
Excepcionalmente, en 1987 se crea la Agencia para el Aceite de Oliva y, en 1991, se suprimen el Instituto Nacional de Semillas y Plantas de Vivero, el Servicio de Extensión Agraria y la Agencial Nacional del Tabaco.
En 1995 acaecen otras dos grandes reformas similares. La primera refunde el IRYDA y el INCONA, creándose el Organismo Autónomo Parques Nacionales (OAPN) y, también, se suprime el Instituto de Fomento Asociativo Agrario (IFA), cuyas funciones se reparten por los órganos del ministerio. La segunda, refunde el FORPPA y el SENPA, dando lugar al nuevo Fondo Español de Garantía Agraria (FEGA).

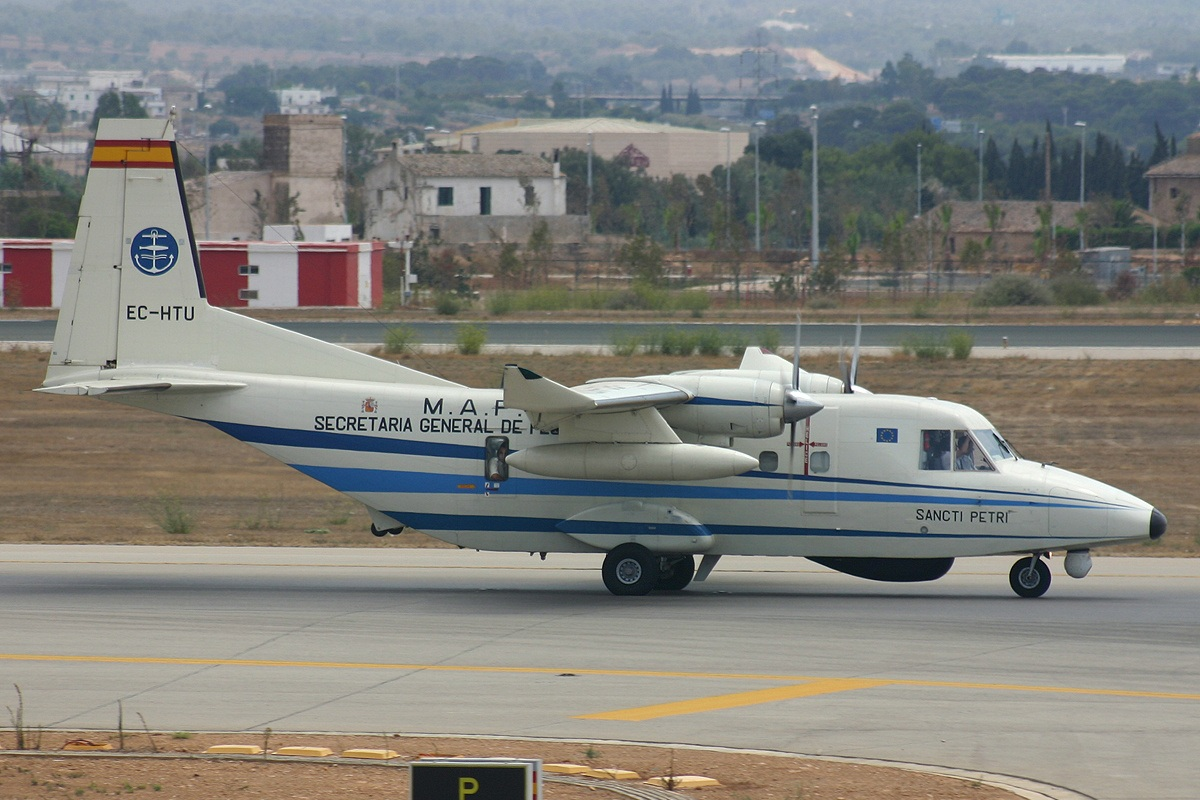
El Ministerio cuenta con multitud de medios aéreos y marítimos para el control de la normativa pesquera. En la imagen, un CASA C-212 Aviocar.

Los años 2000 empiezan con el establecimiento de una estructura principal que se mantendrá más o menos estable desde entonces hasta la actualidad, en torno a la tradicional Subsecretaría y dos secretarias generales (una de Agricultura y Alimentación y otra de Pesca).
Durante el segundo gobierno de José Luis Rodríguez Zapatero, este integró en el Ministerio de Agricultura las responsabilidades con las que contaba el Ministerio de Medio Ambiente, dando lugar al Ministerio de Medio Ambiente, y Medio Rural y Marino.
Terminada la legislatura y con un nuevo gobierno en el poder, el departamento conservó las competencias medioambientales a través de la Secretaría de Estado de Medio Ambiente y recupera, grosso modo, el resto de la estructura establecida en el año 2000. En esta nueva etapa, que durará casi siete años, el departamento se denominó «Ministerio de Agricultura, Alimentación y Medio Ambiente» primero y «Ministerio de Agricultura y Pesca, Alimentación y Medio Ambiente» después.
Tras la moción de censura contra Mariano Rajoy y la formación del nuevo Gobierno de Pedro Sánchez en junio de 2018, el Ministerio volvió a desgajarse de Medio Ambiente —que se reestableció, ahora llamado Ministerio para la Transición Ecológica—, recuperando el nombre tradicional de «Agricultura, Pesca y Alimentación».

#### Ley de la Cadena Alimentaria: precios justos

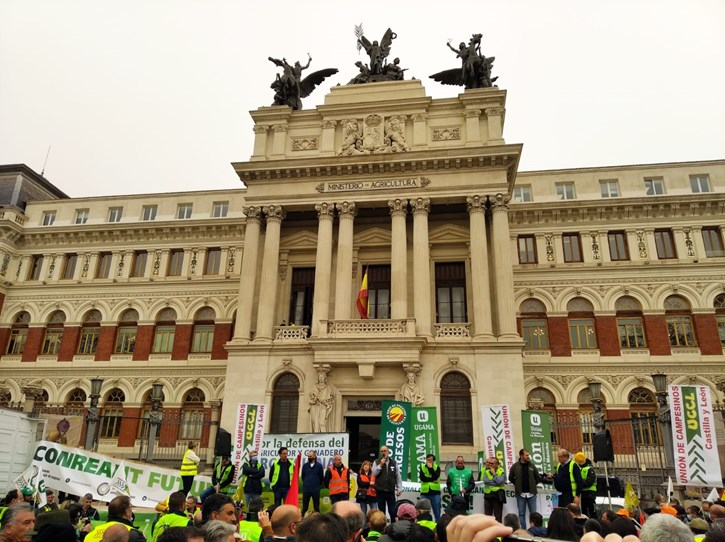
Manifestación en 2022 de la Unión de Uniones de Agricultores y Ganaderos frente la sede central reclamando precios justos.

Siendo ministro Miguel Arias Cañete, el Gobierno impulsó dos leyes aprobadas en el verano de 2013, la Ley de fomento de la integración de cooperativas y de otras entidades asociativas de carácter agroalimentario y la Ley de medidas para mejorar el funcionamiento de la cadena alimentaria. La primera, tenía como objetivo favorecer el cooperativismo en la industria agroalimentaria para agrupar a los «primeros eslabones que conforman la cadena alimentaria», favorecer así su «competitividad y contribuir a la valorización de sus producciones» y logar una «mejora de la renta de los productores agrarios». En cuanto a la segunda, entre sus muchos propósitos —desde introducir las nuevas tecnologías en el sector hasta mejorar la información y la transparencia— destacaba el objetivo de tratar de reducir el desequilibrio entre los diferentes operadores de la cadena de valor. Para controlar y asegurar el cumplimiento de los fines de esta ley, en 2014, la Agencia para el Aceite de Oliva aumentó sus competencias a otros mercados fuera del aceite de oliva y se renombró como Agencia de Información y Control Alimentarios (AICA).
El ambicioso objetivo de alcanzar un equilibrio en la cadena alimentaria no fue conseguido y la situación fue agravada por el contexto de la pandemia de COVID-19, que generó malestar en el mundo rural al ser incapaces de cubrir gastos mientras que los últimos actores de la cadena tenían unos precios que les permitían grandes beneficios. Tras una serie de protestas, entre los años 2020 y 2021, el ministro Luis Planas impulsó una serie de reformas a la ley de la cadena alimentaria que estableció la obligatoriedad de establecer un precio que cubriera los gastos a los productores, mayor publicidad de los sancionados por incumplimiento y la creación de un registro de contratos alimentarios, al tiempo que se reforzaba la AICA, que veía su presupuesto aumentado casi un 32 %, así como sus potestades de control y sanción.
En 2020 perdió la política forestal en favor del Ministerio para la Transición Ecológica y el Reto Demográfico. A finales de 2023 se creó, por primera vez, una Secretaría de Estado de Agricultura y Alimentación.

## Estructura

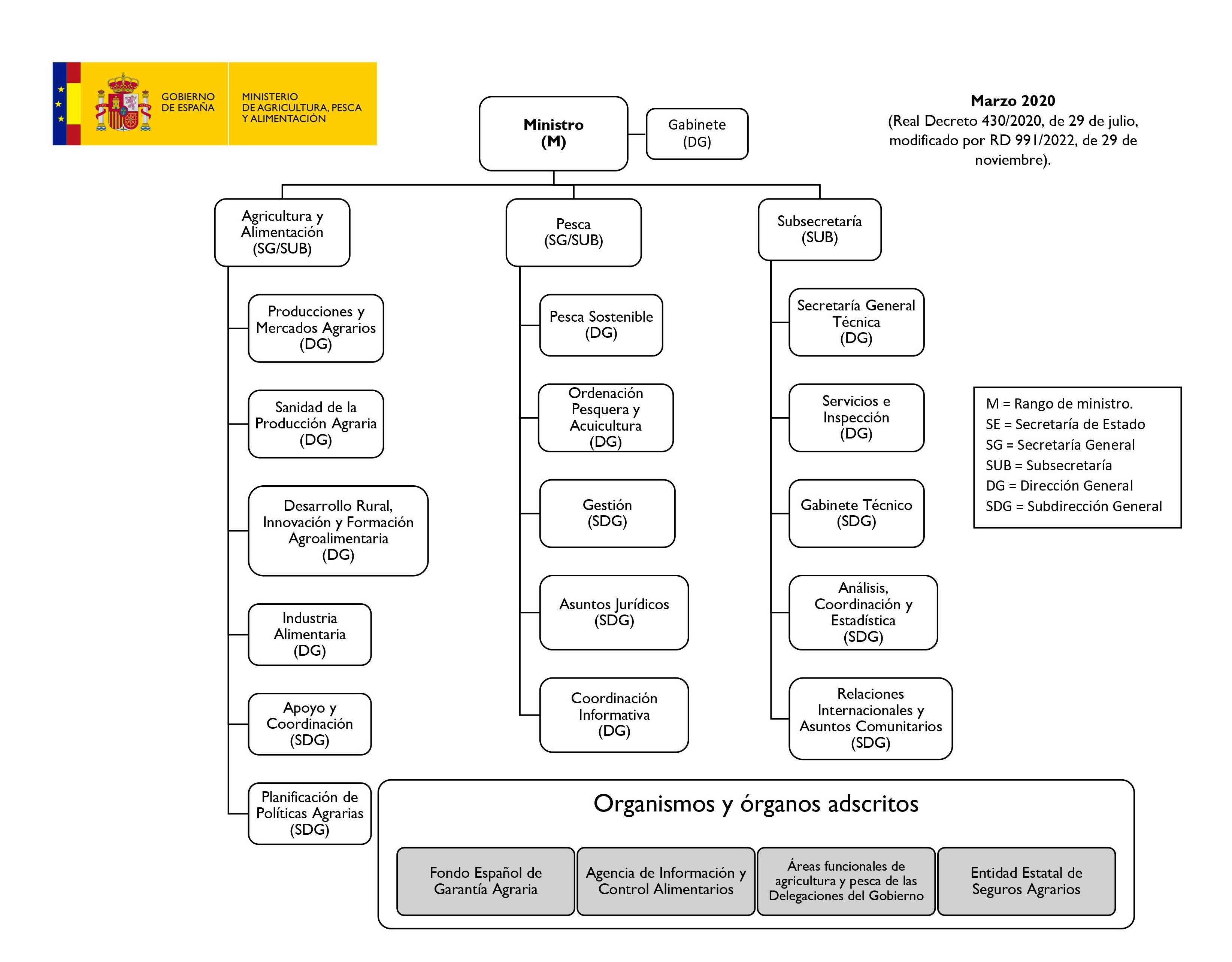
Organigrama del Ministerio (hasta dirección general, salvo los órganos menores directamente dependientes). Marzo de 2020.

Dependen del Ministerio los siguientes órganos:
- La Secretaría de Estado de Agricultura y Alimentación.
  - La Dirección General de Desarrollo Rural, Innovación y Formación Agroalimentaria.
- La Secretaría General de Recursos Agrarios y Seguridad Alimentaria.
  - La Dirección General de Producciones y Mercados Agrarios.
  - La Dirección General de Sanidad de la Producción Agroalimentaria y Bienestar Animal.
  - La Dirección General de Alimentación.
  - La Subdirección General de Apoyo y Coordinación.
  - La Subdirección General de Planificación de Políticas Agrarias.
- La Secretaría General de Pesca.
  - La Dirección General de Pesca Sostenible.
  - La Dirección General de Ordenación Pesquera y Acuicultura.
  - La Subdirección General de Gestión.
  - La Subdirección General de Asuntos Jurídicos y Gobernanza Pesquera Internacional.
- La Subsecretaría de Agricultura, Pesca y Alimentación.
  - La Secretaría General Técnica.
  - La Dirección General de Servicios e Inspección.
  - El Gabinete Técnico.
  - La Subdirección General de Análisis, Coordinación y Estadística.
  - La Subdirección General de Relaciones Internacionales y Asuntos Comunitarios.

Como órgano de apoyo y asistencia inmediata, depende directamente del ministro de Agricultura, Pesca y Alimentación un Gabinete, con rango de Dirección General.

### Adscripciones
- El Fondo de Garantía Agraria (FEGA).
- La Agencia de Información y Control Alimentarios (AICA).
- La Entidad Estatal de Seguros Agrarios (ENESA).

Asimismo, las áreas funcionales de agricultura y pesca, integradas en las Delegaciones del Gobierno, dependen funcionalmente del Ministerio, a través de la Secretaría General de Agricultura y Alimentación y de la Secretaría General de Pesca, de acuerdo con el ámbito competencial de cada una.
Por último, este departamento tutela las siguientes empresas públicas: la Sociedad Estatal de Infraestructuras Agrarias (SEIASA), Mercasa, CETARSA, EXPASA Agricultura y Ganadería, Tragsa y Saeca.

## Sedes

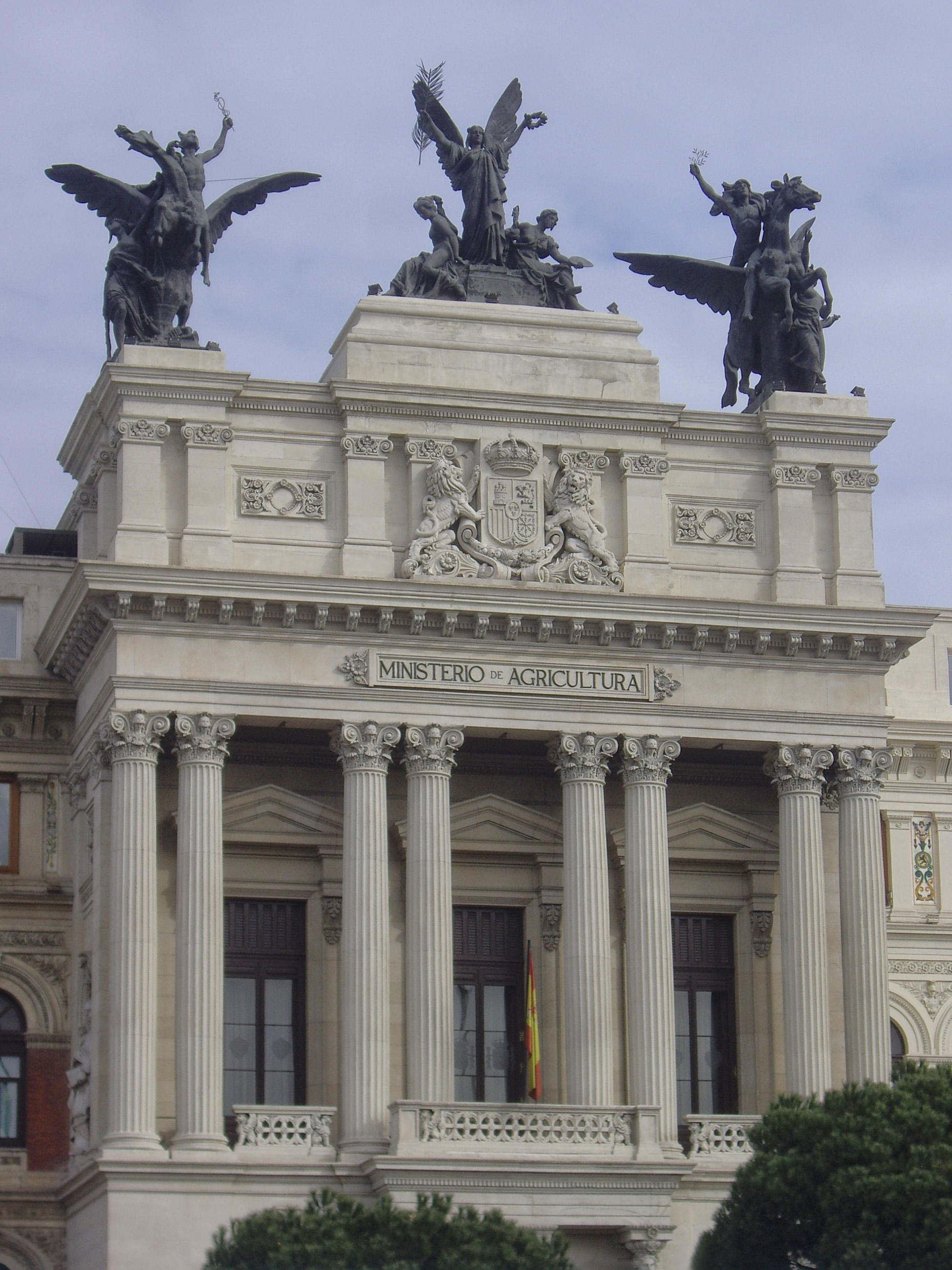
Detalle de la fachada principal de la sede del Ministerio de Agricultura.

La sede principal del Ministerio de Agricultura, Pesca y Alimentación se encuentra ubicada en el Palacio de Fomento, un edificio del siglo XIX diseñado por Ricardo Velázquez Bosco que antes de albergar este departamento alojó tanto al Ministerio de Fomento como al Ministerio de Instrucción Pública y Bellas Artes. Este inmueble y toda la finca sobre la que se asienta la construcción fue declarado en 1989 como Bien de Interés Cultural.
Además de esta histórica sede, el departamento posee otras sedes. Entre ellas, destacan dos; por una parte, el Fondo Español de Garantía Agraria (FEGA) tiene su sede en el Palacio del Duque de Veragua, un edificio de mediados del siglo XIX diseñado por Matías Laviña Blasco. Por otra parte, la Secretaría General de Pesca se ubica en un edificio diseñado por Miguel Fisac Serna a mediados del siglo XX ubicado en la Calle de Velázquez 111 de Madrid, que originalmente estaba pensado para albergar el Consejo Superior de Investigaciones Científicas (CSIC).

## Ministros

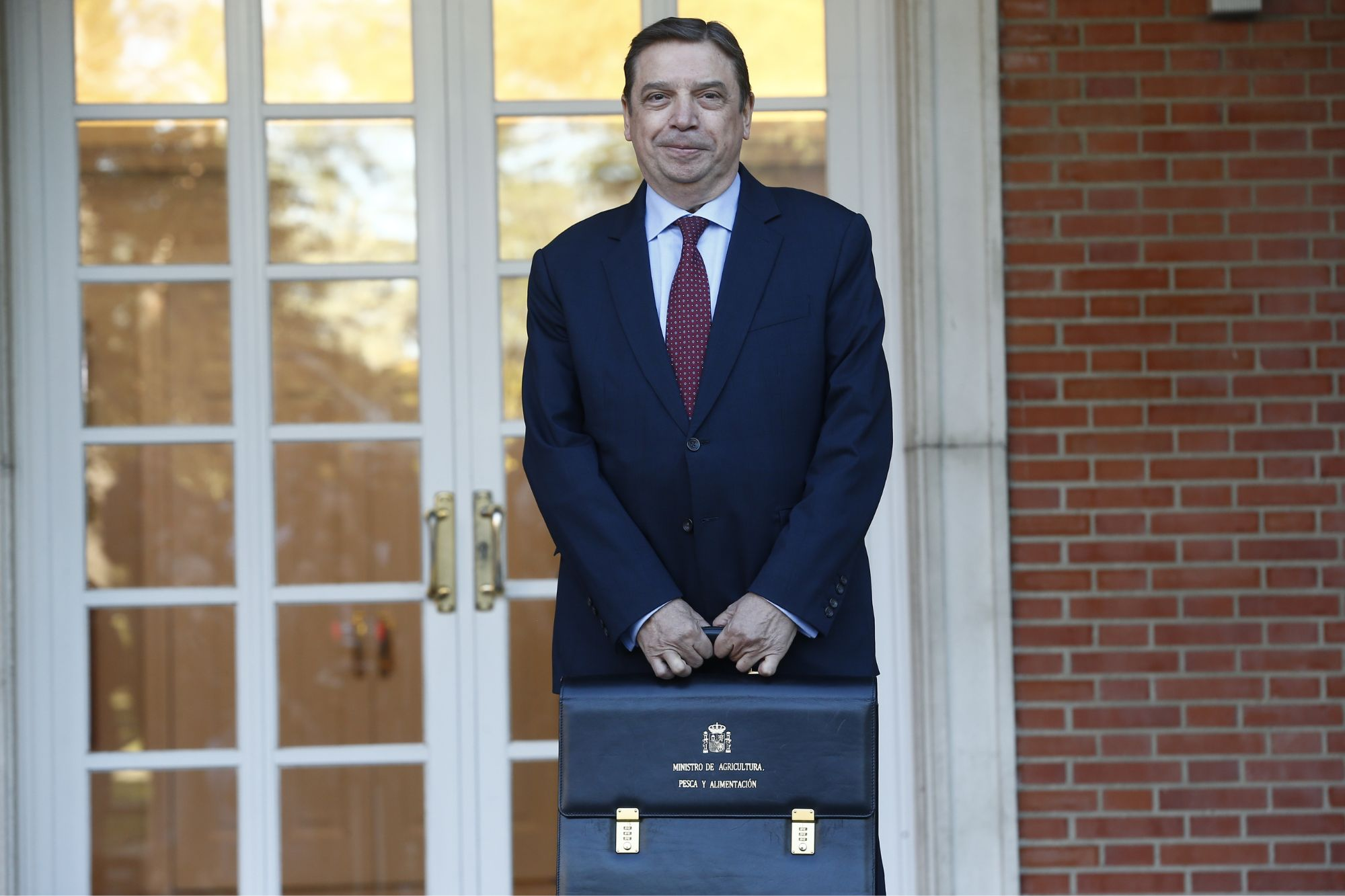
El ministro de Agricultura, Pesca y Alimentación, Luis Planas Puchades.

El titular del departamento es el ministro de Agricultura, un alto cargo del Gobierno que ha existido de forma ininterrumpida desde que se creó la posición en 1933, si bien con anterioridad otros cargos han incorporado en su denominación el término «Agricultura», como fue el caso del ministro de Fomento a principios de 1900 o del ministro de Industria entre 1931 y 1933, cuando se llamó ministro de Agricultura, Industria y Comercio.
En la actualidad, desde junio de 2018, el ministro de Agricultura, Pesca y Alimentación es Luis Planas Puchades, político e inspector de trabajo.

## Presupuesto
Para 2024, el Ministerio de Agricultura, Pesca y Alimentación tiene un presupuesto total de 8412 millones de euros. De estos, 739 millones son gestionados directamente por los órganos centrales del Departamento y 7673 millones son gestionados por sus organismos autónomos.
Esta diferencia entre los servicios centrales y los organismos autónomos se debe principalmente al Fondo Español de Garantía Agraria, un organismo autónomo creado en 1995 para distribuir y controlar la aplicación de los fondos europeos de la Política Agraria Común (PAC). Para el actual ejercicio, este organismo tiene un presupuesto de 7350 millones, pues gestiona dos de los principales programas del Ministerio: el 412M «Regulación de los mercados agrarios», dotado con 5757 millones, y el 414B «Desarrollo del medio rural», que cuenta con 1593 millones.

### Evolución
| Gasto consolidado del Ministerio de Agricultura desde el año 2002 Datos cada dos años, salvo el más reciente (en millones de euros) |
| |
| Fuente: Presupuestos Generales del Estado. Ministerio de Hacienda.                                                                  |

### Auditoría
Las cuentas del Ministerio, así como de sus organismos adscritos, son auditadas de forma interna por la Intervención General de la Administración del Estado (IGAE), a través de una Intervención Delegada en el propio Departamento. De forma externa, es el Tribunal de Cuentas el responsable de auditar el gasto.